# A. J. DeLaGarza
Adolph Joseph DeLaGarza, né le 4 novembre 1987 à Bryans Road (Maryland), est un joueur de soccer américain, international guamanien jouant au poste de défenseur.

## Biographie

### Jeunesse et éducation
DeLaGarza naît à Bryans Road, dans le Maryland, aux États-Unis d'un père mexico-guamanien et d'une mère amérindienne. À l'âge de 12 ans, il se rend à Paris pour participer à la Danone Nations Cup avec l'équipe U-12 de D.C. United. Il joue pour l'équipe de Baltimore des Casa Mia's Boys où il remporte 2 USYSA National Championships.
A.J. DeLaGarza joue à l'Université du Maryland. Après la victoire des Terrapins du Maryland lors du championnat NCAA en 2005, il est nommé College Soccer News Second Team All-Freshman en raison de son implication dans le parcours de son équipe. Il est également nommé Co-Most Valuable Defensive Player à la suite du nouveau succès de son équipe dans le championnat NCAA en 2008.

### Débuts et succès avec le Galaxy

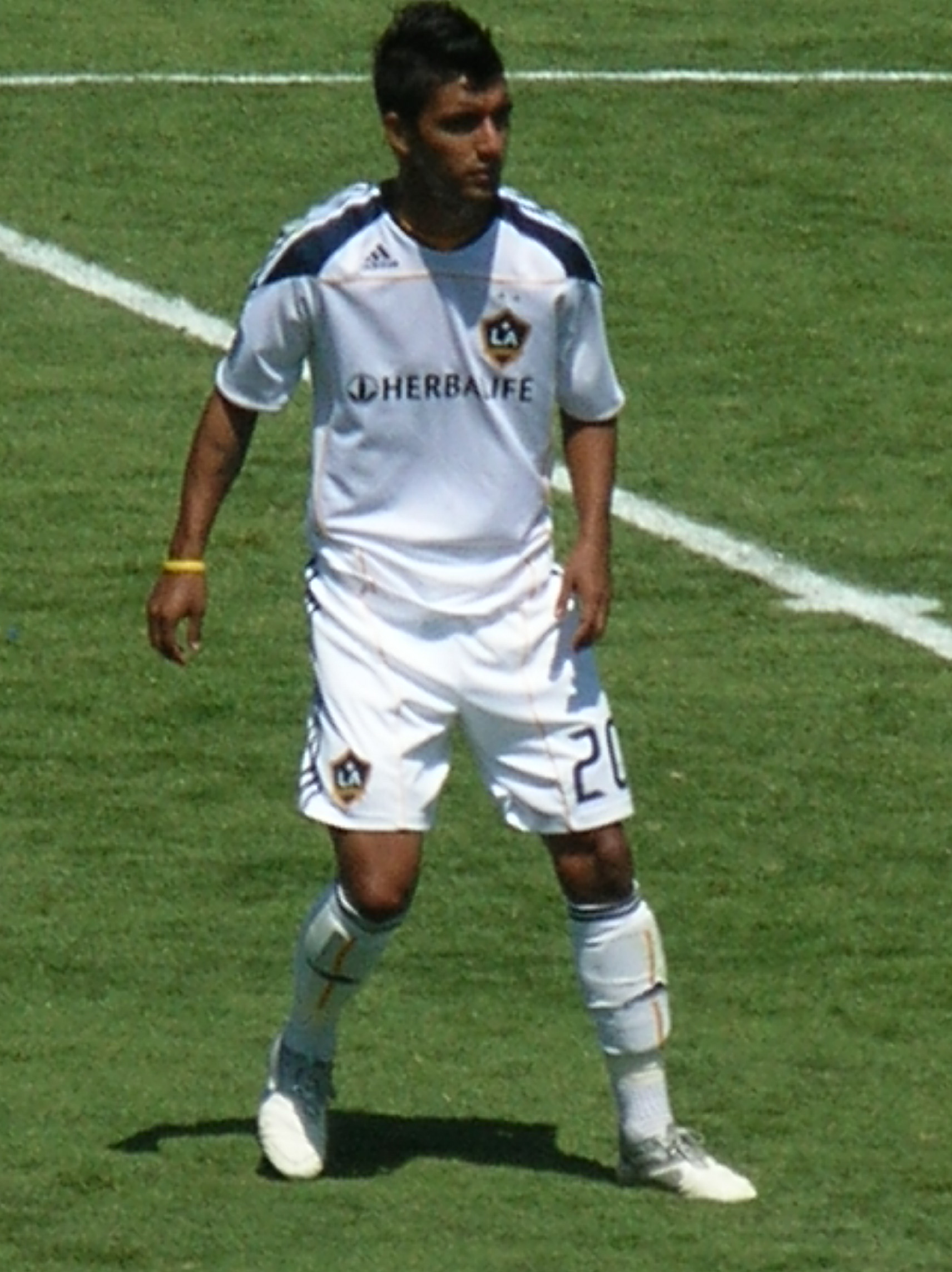
DeLaGarza avec le Galaxy en août 2010

DeLaGarza est choisi lors du second tour de draft en 2009 (dix-neuvième choix) par le Galaxy de Los Angeles. Il y fait ses débuts en professionnel le 22 mars 2009 lors du premier match de la saison de MLS face à D.C. United. À la suite de la blessure de son coéquipier Sean Franklin, il devient titulaire et participe à de nombreuses rencontres sur le côté droit de la défense de la franchise californienne, jouant au total 1 754 minutes pour sa première saison en professionnel. Le 1er octobre 2012, Omar Cummings, joueur des Rapids du Colorado, blesse sérieusement le joueur de Los Angeles sur un tacle à la 31e minute tandis que le match se termine finalement sur un score de 1-1.
En 2014, il connait sa meilleure saison avec le Galaxy, jouant principalement comme défenseur central tout en retrouvant sa position naturelle de latéral droit de manière occasionnelle. Néanmoins, sa famille est endeuillée lorsque son bébé d'une semaine, Luca, décède en septembre 2014 du syndrome d'hypoplasie du cœur gauche (en), l'amenant à manquer trois rencontres au cours du mois.
Blessé tout au long de la saison 2015, ses performances sont plus en demi-teinte et même si son équipe se qualifie pour une septième fois consécutive en séries, Los Angeles est éliminé par les Sounders de Seattle dès le premier tour.
Pour sa dernière saison avec le Galaxy en 2016, DeLaGarza fait partie d'une des meilleures défenses de la ligue et participe à son deux-centième match en saison régulière avec l'équipe lorsqu'il est titularisé face au Crew de Columbus le 3 septembre 2016. Important pour son entraîneur Bruce Arena, il ne joue néanmoins aucune rencontre en séries alors que son club est éliminé par les Rapids du Colorado en demi-finale de conférence.
En huit ans avec le Galaxy de Los Angeles, il remporte la Coupe MLS à trois reprises, en 2011, 2012 et 2014 ainsi que deux Supporters' Shield en 2011 et 2012.

### Trois saisons à Houston
Le 13 janvier 2017, DeLaGarza est transféré au Dynamo de Houston pour 175 000 dollars en allocation monétaire. Recruté pour jouer au poste d'arrière droit selon l'entraîneur Wilmer Cabrera, il joue sa première rencontre avec le Dynamo à l'occasion d'une victoire 2-1 face aux Sounders de Seattle le 4 mars. Essentiel à son équipe pour laquelle il joue trente rencontres, il participe grandement à la qualification de Houston pour les séries, une première fois depuis 2013. Malheureusement, DeLaGarza se blesse avec une rupture du ligament croisé antérieur lors du dernier match de la saison régulière face au Fire de Chicago le 22 octobre 2017 et manque ainsi les rencontres décisives des séries.
Malgré sa blessure nécessitant une longue réhabilitation, le Dynamo lui offre un nouveau contrat le 9 janvier 2018. Pour préparer son retour en Major League Soccer, il est prêté aux Toros de Rio Grande Valley durant l'été 2018 et fait une première apparition en dix mois le 11 août 2018 face au Republic de Sacramento (défaite 2-1). Présent sur le banc lors de la finale de la Coupe des États-Unis, il assiste à la victoire 3-0 des siens face au Union de Philadelphie. Il revient finalement dans le onze partant de Houston le 29 septembre dans une victoire 3-2 face aux Earthquakes de San José.
De retour en forme en 2019, il joue près de deux-mille minutes en saison régulière en plus d'atteindre les quarts de finale de la Ligue des champions. Malgré tout, Houston ne se qualifie pas pour les séries et DeLaGarza arrive en fin de contrat et son entente n'est pas renouvelé avec la franchise texane.

### Fin de carrière
Pour préparer sa saison inaugurale en 2020, l'Inter Miami veut s'appuyer sur quelques joueurs d'expérience et engage DeLaGarza le 2 décembre 2019 avec un contrat d'un an. En raison de la pandémie de Covid-19, la saison est tronquée et il ne joue que cinq des vingt-trois rencontres au calendrier cette année-là. La franchise floridienne se qualifie néanmoins en séries mais s'incline 3-2 face au Nashville SC, DeLaGarza étant titulaire en défense centrale durant la partie. Au terme d'une saison tout aussi particulière que déçevante pour le joueur, son contrat arrive à échéance.
Libre, DeLaGarza retrouve finalement son ancien entraîneur du Galaxy de Los Angeles, Bruce Arena lorsqu'il signe en faveur du Revolution de la Nouvelle-Angleterre le 7 janvier 2021. Bien qu'il retrouve certaines familiarités, il ne parvient pas à relancer sa carrière et peine à entrer dans la rotation d'une équipe qui remporte le Supporters' Shield lors de sa première saison en 2021. Pour sa deuxième année, il ne joue que cinq rencontres, toutes comme titulaire avant que son contrat ne soit une nouvelle fois pas renouvelé au terme de l'exercice.
Le 17 novembre 2022, il met finalement un terme à sa carrière sportive après quatorze saisons professionnelles et six trophées glanés.

### Carrière internationale
DeLaGarza fait ses débuts en sélection américaine lors de la victoire en match amical face au Venezuela le 21 janvier 2012 en tant que titulaire.
Selon le Pacific Daily News, publié à Guam, DeLaGarza est éligible pour jouer avec la sélection de Guam grâce à ses origines paternelles. Il accepte finalement de porter le maillot de cette sélection. DeLaGarza a également joué deux matchs pour la sélection américaine mais uniquement pour des matchs amicaux ce qui n'entre pas en contradiction avec le règlement de la FIFA car il n'a pas participé à des rencontres officielles liées à des compétitions organisées par la FIFA.
Le 27 août 2013, il fait sa demande pour jouer pour l'équipe de Guam. Il honore ses deux premières sélections sous ses nouvelles couleurs à la mi-novembre 2013 contre le Laos puis le Cambodge.
En 2015, il participe à sa cinquième rencontre internationale avec Guam contre le Tadjikistan dans le cadre des éliminatoires à la Coupe du monde 2018. Cette rencontre se solde par une victoire 1-0 de Guam qui accueille par cette occasion sa première rencontre de qualifications au Mondial et l'emporte également pour la première fois dans cet exercice.

## Palmarès
Terrapins du Maryland
- Vainqueur du championnat NCAA en 2005 et 2008

 Galaxy de Los Angeles
- Vainqueur de la Coupe MLS en 2011, 2012 et 2014
- Vainqueur du Supporters' Shield en 2011 et 2012

 Revolution de la Nouvelle-Angleterre
- Vainqueur du Supporters' Shield en 2021

## Statistiques
| Saison                | Club                                 | Championnat           | Championnat | Championnat | Coupe(s) nationale(s) | Coupe(s) nationale(s) | Compétition(s) continentale(s) | Compétition(s) continentale(s) | Compétition(s) continentale(s) | Séries | Séries | Sélection  | Sélection | Sélection | Total | Total |
| Saison                | Club                                 | Division              | M.          | B.          | M.                    | B.                    | Comp.                          | M.                             | B.                             | M.     | B.     | Équipe     | M.        | B.        | M.    | B.    |
| 2009                  | Galaxy de Los Angeles                | MLS                   | 22          | 1           | 1                     | 0                     | -                              | -                              | -                              | 2      | 0      | -          | -         | -         | 25    | 1     |
| 2010                  | Galaxy de Los Angeles                | MLS                   | 17          | 1           | 2                     | 0                     | LCC                            | 1                              | 0                              | 3      | 0      | -          | -         | -         | 23    | 1     |
| 2011                  | Galaxy de Los Angeles                | MLS                   | 30          | 0           | 2                     | 0                     | LCC                            | 6                              | 0                              | 4      | 0      | -          | -         | -         | 42    | 0     |
| 2012                  | Galaxy de Los Angeles                | MLS                   | 30          | 0           | 0                     | 0                     | LCC+LCC                        | 2+1                            | 0+0                            | 0      | 0      | États-Unis | 2         | 0         | 35    | 0     |
| 2013                  | Galaxy de Los Angeles                | MLS                   | 28          | 0           | 0                     | 0                     | LCC+LCC                        | 4+1                            | 1+0                            | 2      | 0      | Guam       | 2         | 0         | 37    | 1     |
| 2014                  | Galaxy de Los Angeles                | MLS                   | 29          | 0           | 2                     | 0                     | LCC                            | 2                              | 0                              | 4      | 0      | Guam       | 2         | 0         | 39    | 0     |
| 2015                  | Galaxy de Los Angeles                | MLS                   | 24          | 0           | 2                     | 0                     | LCC                            | 1                              | 0                              | 1      | 0      | Guam       | 5         | 0         | 33    | 0     |
| 2016                  | Galaxy de Los Angeles                | MLS                   | 24          | 0           | 2                     | 0                     | LCC                            | 2                              | 0                              | 0      | 0      | Guam       | 3         | 0         | 31    | 0     |
| Sous-total            | Sous-total                           | Sous-total            | 204         | 2           | 11                    | 0                     | -                              | 20                             | 1                              | 16     | 0      | -          | 14        | 0         | 265   | 3     |
| 2017                  | Dynamo de Houston                    | MLS                   | 30          | 0           | 0                     | 0                     | -                              | -                              | -                              | 0      | 0      | -          | -         | -         | 30    | 0     |
| 2018                  | Dynamo de Houston                    | MLS                   | 4           | 0           | 0                     | 0                     | -                              | -                              | -                              | -      | -      | -          | -         | -         | 4     | 0     |
| 2019                  | Dynamo de Houston                    | MLS                   | 23          | 0           | 0                     | 0                     | LCC                            | 4                              | 0                              | -      | -      | Guam       | 2         | 0         | 29    | 0     |
| Sous-total            | Sous-total                           | Sous-total            | 57          | 0           | 0                     | 0                     | -                              | 4                              | 0                              | 0      | 0      | -          | 2         | 0         | 63    | 0     |
| 2018                  | Toros de Rio Grande Valley (prêt)    | USL                   | 4           | 0           | -                     | -                     | -                              | -                              | -                              | -      | -      | -          | -         | -         | 4     | 0     |
| 2020                  | Inter Miami                          | MLS                   | 5           | 0           | -                     | -                     | -                              | -                              | -                              | 1      | 0      | -          | -         | -         | 6     | 0     |
| 2021                  | Revolution de la Nouvelle-Angleterre | MLS                   | 10          | 0           | -                     | -                     | -                              | -                              | -                              | 0      | 0      | -          | -         | -         | 10    | 0     |
| 2022                  | Revolution de la Nouvelle-Angleterre | MLS                   | 4           | 0           | 1                     | 0                     | LCC                            | 0                              | 0                              | -      | -      | -          | -         | -         | 5     | 0     |
| Sous-total            | Sous-total                           | Sous-total            | 14          | 0           | 1                     | 0                     | -                              | 0                              | 0                              | 0      | 0      | -          | 0         | 0         | 15    | 0     |
| Total sur la carrière | Total sur la carrière                | Total sur la carrière | 284         | 2           | 12                    | 0                     | -                              | 24                             | 1                              | 17     | 0      | -          | 16        | 0         | 353   | 3     |